# فطناسة
'فطناسة هي إحدى قرى ولاية قبلي بالجنوب التونسي. وهي آخر قرى ولاية قبلي قبل عبور شط الجريد باتجاه ولاية توزر.
- استمدت فطناسة اسمها من القبيلة التي تحمل نفس الاسم والتي وجدت في العصور الإسلامية الأولى. كما توجد نفس التسمية في مناطق أخرى بالبلاد التونسية.
- تاريخيا، تقع قرية فطناسة قرب عين تاورغى التي ذكرها أبو عبيد البكري في المسالك والممالك. إلا أنه لم يذكر فطناسة وإنما بلدة بشري المجاورة لها والتي كانت إحدى عاصمتي نفزاوة.
- إداريا، هي مقر عمادة تابعة إلى معتمدية سوق الأحد.
- اقتصاديا يرتكز اقتصاد القرية على الفلاحة وخاصة على إنتاج تمور الدقلة.